# 帕维尔·考巴
帕维尔·考巴（捷克語：Pavel Kouba，1938年9月1日—1993年9月13日），捷克前男子足球运动员，司职守门员。他曾代表捷克斯洛伐克国家队参加1962年国际足联世界杯，结果队伍获得亚军。